# 敘州戰鬥
敘州戰鬥發生於1916年1月，地點為中國四川敘州。為護國戰爭初期，極為重要戰鬥。1月18日來自雲南，以劉雲峰的護國軍攻打四川戰略據點敘州，並於21日佔領該地。之後2月底，馮玉祥率軍攻打敘州，並於數天候再度奪回敘州。不過，護國軍趙又新軍隊增援，並在3月20日拿下敘州。之後，兩軍則在瀘州展開另一場決定性戰役。